# Știuleți
Știuleți falu Romániában, Fehér megyében. Közigazgatásilag Aranyosfő községhez tartozik.

## Fekvése
Aranyosfőtől 8 kilométerre, a Nagy-Aranyos folyó mentén  fekvő település. A községközponttal a DC133-as községi út köti össze.

## Története
Ştiuleţi korábban Aranyosfő része volt, 1956-ban vált külön településsé 518 lakossal.
1966-ban 445, 1977-ben 336, 1992-ben 219, a 2002-es népszámláláskor pedig 145 román lakosa volt.
A faluban kétosztályos iskola található.